# Jean Auguste Ulric Scheler
Pour les articles homonymes, voir Scheler.
Jean Auguste Ulric Scheler (1819-1890), nom abrégé Auguste Scheler, est un philologue belge né à Ebnat (Suisse), en 1819 et mort à Bruxelles (Belgique) en 1890.
Son père, un allemand, était aumônier du roi Léopold Ier de Belgique. Après avoir étudié à Bonn et Munich, Auguste Scheler est devenu bibliothécaire et professeur  à l'université libre de Bruxelles (ULB). Il est connu pour ses recherches en philologie romane. 

## Œuvres et publications
- Mémoire sur la conjugaison française considérée sous le rapport étymologique (Bruxelles, 1847)
- Dictionnaire d'étymologie française d'après les résultats de la science moderne (Bruxelles, 1862)
- Étude sur la transformation française des mots latins (Ghent, 1869)
- Glossaire érotique de la langue française : Depuis son origine jusqu'à nos jours contenant l'explication de tous les mots consacrés à l'amour (sous le pseudonyme de Louis de Landes, Bruxelles, 1861, rééd.: 2004)

Éditions de textes anciens
- Dits et contes de Baudouin de Condé et de son fils Jean de Condé, 3 tomes (Bruxelles 1866-7)
- L'an des sept dames (Bruxelles, 1867)
- Dits de Watriquet de Couvin (Bruxelles, 1868)
- Li romans des eles par Raoul de Houdenc (Bruxelles, 1868)
- Œuvres de Froissart, 25 tomes (Bruxelles, 1870-77)
- Les enfances Ogier, par Adenés li Rois (Bruxelles, 1874)
- La mort du roi Gormond, fragment unique d'une chanson de geste inconnue conservé à la Bibliothèque royale de Belgique (Bruxelles, 1876)
- Li bastars de Bouillon (Bruxelles, 1877)
- Trouvères belges (nouvelle série) chansons d'amour, jeux-partis, pastourelles, satires, dits et fabliaux (Louvain, 1879)
- Li regret Guillaume, comte de Hainaut (Louvain, 1882)